# EVBox
EVBox is een Nederlands bedrijf dat laadstations voor elektrische voertuigen produceert.
Het bedrijf is opgericht in 2010 in Almere door Bram van der Leur en Huub Rothengatter. In 2014 nam Gilde Investment Management een meerderheidsbelang in het bedrijf. In 2017 werd het bedrijf overgenomen door Engie. Het bedrijf bereidt een beursgang aan de beurs van New York voor met een waardering van 1 miljard dollar.
Het hoofdkantoor is gevestigd in Amsterdam en het bedrijf heeft een productielocatie voor laadstations in het Franse Bordeaux.
In december 2020 waren er in totaal 190,000 laadstations van het bedrijf geïnstalleerd. De omzet in dat jaar bedroeg €70 miljoen.